# Melanozosteria angustipennis
Melanozosteria angustipennis är en kackerlacksart som först beskrevs av Lucien Chopard 1924.  Melanozosteria angustipennis ingår i släktet Melanozosteria och familjen storkackerlackor.
Artens utbredningsområde är Nya Kaledonien. Inga underarter finns listade i Catalogue of Life.